# Meilen Tu
Meilen Tu (en chino tradicional, 涂美倫; en chino simplificado, 涂美伦; pinyin, Tú Měilún) (n. Tarzana, California, Estados Unidos, 17 de enero de 1978) es una tenista profesional estadounidense.

## Biografía
Hija de padres taiwaneses, nació en Tarzana, (California, Estados Unidos) el 17 de enero de 1978.
Ganó su primer torneo en el Abierto de Estados Unidos junior de 1994, en la modalidad single. En el Torneo de Birmingham de 2006 llegó a las semifinales, pero perdió frente a Vera Zvonariova, que luego ganaría el título.
A lo largo de su carrera ganó un título single de la WTA, cuatro títulos de doblesde la WTA, cuatro títulos individuales del Circuito Femenino ITF y tres en la modalidad de dobles. Se retiró en 2010.
Desde entonces se desempeña como agente para el Grupo Lagardère, trabajando estrechamente con jugadores como Victoria Azarenka, Caroline Garcia, Zhang Shuai, Chang Kai-chen, Françoise Abanda y James Duckworth. Está casada con Sam Sumyk, antiguo entrenador de Victoria Azarenka y Eugénie Bouchard, quien a 2015 se encontraba entrenando a Garbiñe Muguruza.

## Finales de la WTA

### Individual
| Fecha              | Torneo   | Superficie | Oponente     | Resultado | Sets            |
| ------------------ | -------- | ---------- | ------------ | --------- | --------------- |
| 7 de enero de 2001 | Auckland | Dura       | Paola Suárez | Victoria  | 7–6(12–10), 6–2 |

### Dobles
| Fecha                    | Torneo     | Superficie | Compañera          | Oponentes                               | Resultado | Sets               |
| ------------------------ | ---------- | ---------- | ------------------ | --------------------------------------- | --------- | ------------------ |
| 21 de octubre de 2001    | Bratislava | Dura (i)   | Nathalie Dechy     | Elena Bovina Dája Bedáňová              | Derrota   | 3–6 4–6            |
| 10 de febrero de 2002    | París      | Dura (i)   | Nathalie Dechy     | Elena Dementieva Janette Husárová       | Victoria  | Walkover           |
| 17 de febrero de 2002    | Amberes    | Dura (i)   | Nathalie Dechy     | Magdalena Maleeva Patty Schnyder        | Victoria  | 3–6, 7–6(7–3), 3–6 |
| 15 de septiembre de 2002 | Waikoloa   | Dura       | María Vento-Kabchi | Nannie de Villiers Irina Selyutina      | Victoria  | 1–6, 6–2, 6–3      |
| 21 de octubre de 2001    | Bratislava | Dura (i)   | Nathalie Dechy     | Maja Matevžič Henrieta Nagyová          | Derrota   | 4–6, 0–6           |
| 15 de junio de 2003      | Birmingham | Césped     | Els Callens        | Alicia Molik Martina Navratilova        | Victoria  | 7–5, 6–4           |
| 2 de noviembre de 2003   | Quebec     | Cemento    | Els Callens        | Ting Li Sun Tiantian                    | Derrota   | 3–6, 3–6           |
| 22 de febrero de 2004    | Memphis    | Cemento    | Åsa Svensson       | Maria Sharapova Vera Zvonareva          | Victoria  | 6–4, 7–6(7–0)      |
| 8 de enero de 2007       | Sídney     | Dura       | Marion Bartoli     | Anna-Lena Grönefeld Meghann Shaughnessy | Derrota   | 3–6, 6–3, 6–7(2–7) |
| 17 de junio de 2007      | Birmingham | Césped     | Sun Tiantian       | Chuang Chia-jung Chan Yung-jan          | Derrota   | 6–7(3–7), 3–6      |